# Intentions
«Intentions» — песня канадского певца Джастина Бибера при участии американского рэпера Quavo, вышедшая 7 февраля 2020 года в качестве второго сингла с его пятого студийного альбома Changes. «Intentions» был выпущен лейблом Def Jam Recordings. Авторами песни были сам Джастин Бибер, а также Quavious Marshall, Jason «Poo Bear» Boyd, Dominic Jordan и Jimmy Giannos.

## История
Бибер впервые исполнил песню вживую (вместе с Quavo и с песней «Yummy») на вечернем шоу Saturday Night Live 8 февраля 2020. Вторым было исполнение тем же дуэтом в телепередаче The Tonight Show Starring Jimmy Fallon 14 февраля 2020 года вдень выхода альбома Changes.

## Музыкальное видео
Музыкальное видео для песни «Intentions» впервые вышло на аккаунте певца на канале YouTube, а лирик-видео вышло 10 февраля 2020 года.

## Участники записи
По данным Tidal.
- Джастин Бибер — вокал, автор
- Quavo — вокал, автор
- Poo Bear — продюсер, автор, бэквокал
- The Audibles — producer, songwriter
- Josh Gudwin — звукозапись, продюсер по вокалу
- Chris «TEK» O’Ryan — звукозапись

## Чарты
| Чарт (2020)                                | Высшая позиция |
| ------------------------------------------ | -------------- |
| Австралия (ARIA)                           | 2              |
| Австрия (Ö3 Austria Top 40)                | 11             |
| Бельгия/Фландрия (Ultratop 50)             | 17             |
| Бельгия/Валлония (Ultratip Bubbling Under) | 1              |
| Канада (Billboard Canadian Hot 100)        | 4              |
| Канада (Billboard AC)                      | 5              |
| Канада (Billboard CHR/Top 40)              | 3              |
| Канада (Billboard Hot AC)                  | 1              |
| Чехия (Singles Digitál Top 100)            | 8              |
| Дания (Tracklisten)                        | 4              |
| Эстония (Eesti Ekspress)                   | 12             |
| Финляндия (Suomen virallinen lista)        | 20             |
| Франция (SNEP)                             | 58             |
| Германия (GfK)                             | 23             |
| Венгрия (Single Top 40)                    | 14             |
| Венгрия (Stream Top 40)                    | 11             |
| Исландия (Tonlist)                         | 19             |
| Ирландия (IRMA)                            | 7              |
| Италия (FIMI)                              | 37             |
| Япония (Billboard Japan Hot 100)           | 62             |
| Нидерланды (Dutch Top 40)                  | 25             |
| Нидерланды (Single Top 100)                | 4              |
| Новая Зеландия (Recorded Music NZ)         | 1              |
| Норвегия (VG-lista)                        | 8              |
| Португалия (AFP)                           | 17             |
| Шотландия (OCC Scotland)                   | 49             |
| Словакия (Singles Digitál Top 100)         | 7              |
| Швеция (Sverigetopplistan)                 | 9              |
| Швейцария (Schweizer Hitparade)            | 13             |
| Великобритания (OCC UK Singles)            | 8              |
| США (Billboard Hot 100)                    | 5              |
| США (Billboard Adult Contemporary)         | 9              |
| США (Billboard Adult Pop Airplay)          | 4              |
| США (Billboard Dance/Mix Show Airplay)     | 5              |
| США (Billboard Hot R&B/Hip-Hop Songs)      | 4              |
| США (Billboard Pop Airplay)                | 1              |
| США (Billboard Rhythmic)                   | 5              |
| США Rolling Stone Top 100                  | 3              |

## Сертификации
| Регион | Сертификация  | Продажи   |
| --- | ------------- | --------- |
| Австралия (ARIA) | 2× Платиновый | 140 000   |
| Бельгия (BEA) | Золотой       | 20 000    |
| Канада (Music Canada) | 3× Платиновый | 240 000   |
| Дания (IFPI Danmark) | Золотой       | 45 000    |
| Новая Зеландия (RMNZ) | Платиновый    | 30 000    |
| Португалия (AFP) | Золотой       | 5000      |
| Великобритания (BPI) | Золотой       | 400 000   |
| США (RIAA) | 4× Платиновый | 4 000 000 |
| * Данные о продажах приведены только на основе сертификации. · ^ Данные о тиражах приведены только на основе сертификации. · Данные о продажах + прослушиваниях приведены только на основе сертификации. |               |           |

## История выхода
| Страна | Дата            | Формат                     | Лейбл     | Ссылка |
| ------ | --------------- | -------------------------- | --------- | ------ |
| Разные | 7 февраля 2020  | Цифровые загрузки стриминг | Def Jam   | [ 6 ]  |
| Италия | 14 февраля 2020 | Contemporary hit radio     | Universal | [ 53 ] |